# Symplecta (Psiloconopa) bizarrea
Symplecta (Psiloconopa) bizarrea is een tweevleugelige uit de familie steltmuggen (Limoniidae). De soort komt voor in het Palearctisch gebied.